# Radíč (Ješetice)
Radíč je malá vesnice, část obce Ješetice v okrese Benešov. Nachází se asi 1,5 km na západ od Ješetic. V roce 2009 zde bylo evidováno 27 adres. Žije zde 39 obyvatel.
Radíč leží v katastrálním území Ješetice o výměře 7,24 km².

## Historie
První písemná zmínka o vesnici pochází z roku 1363.

## Galerie

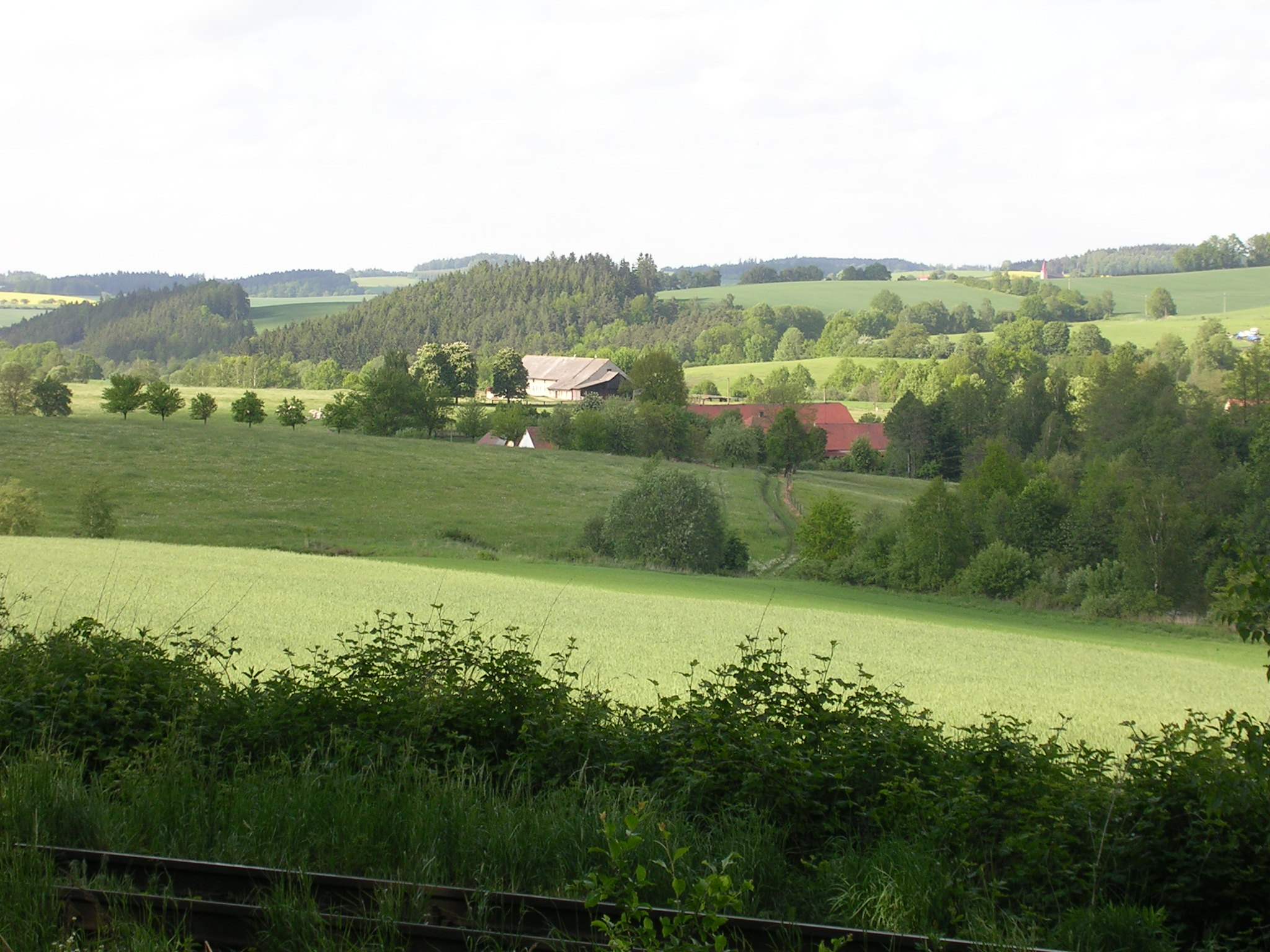
Pohled na Radíč přes trať
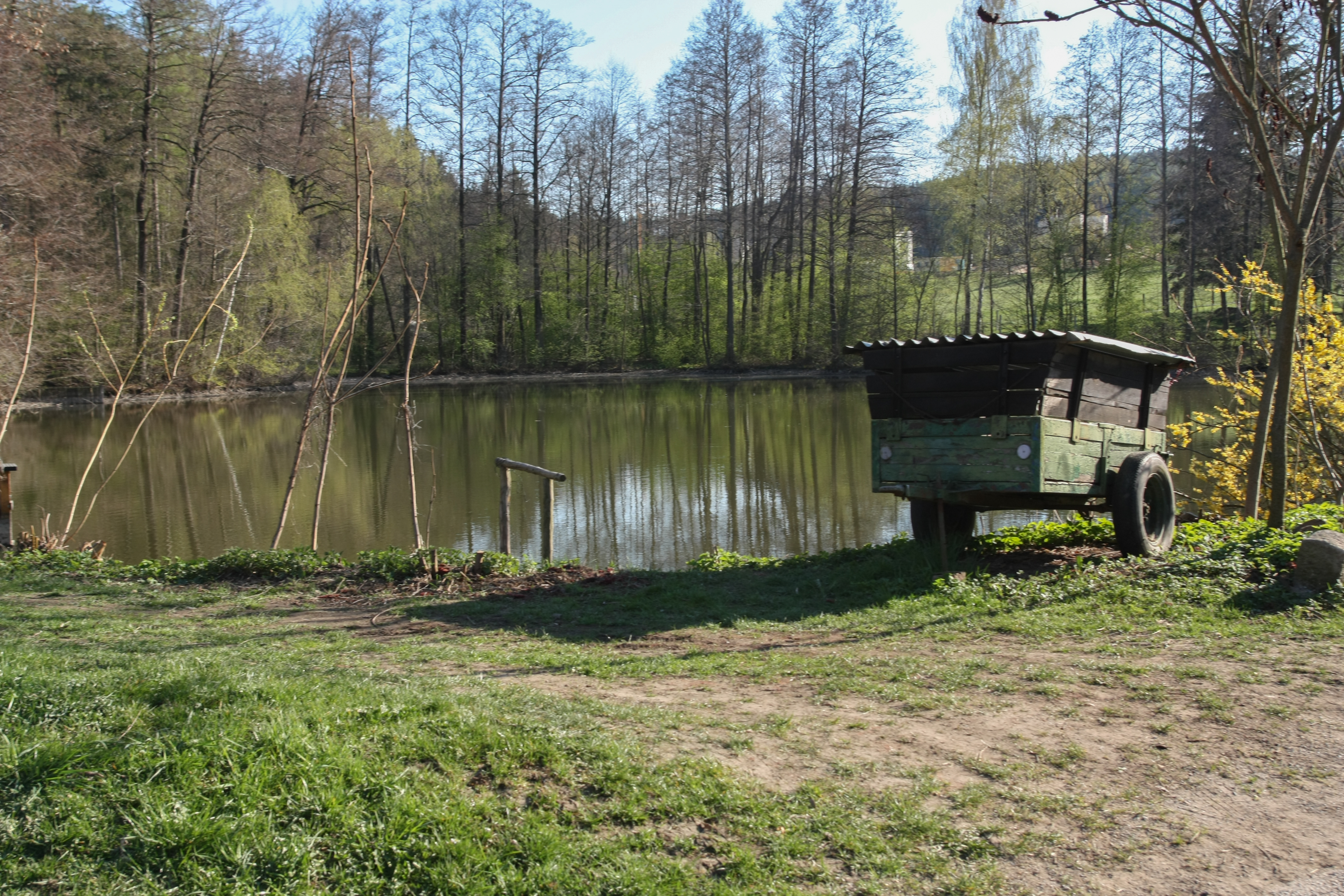
Rybník (2019)
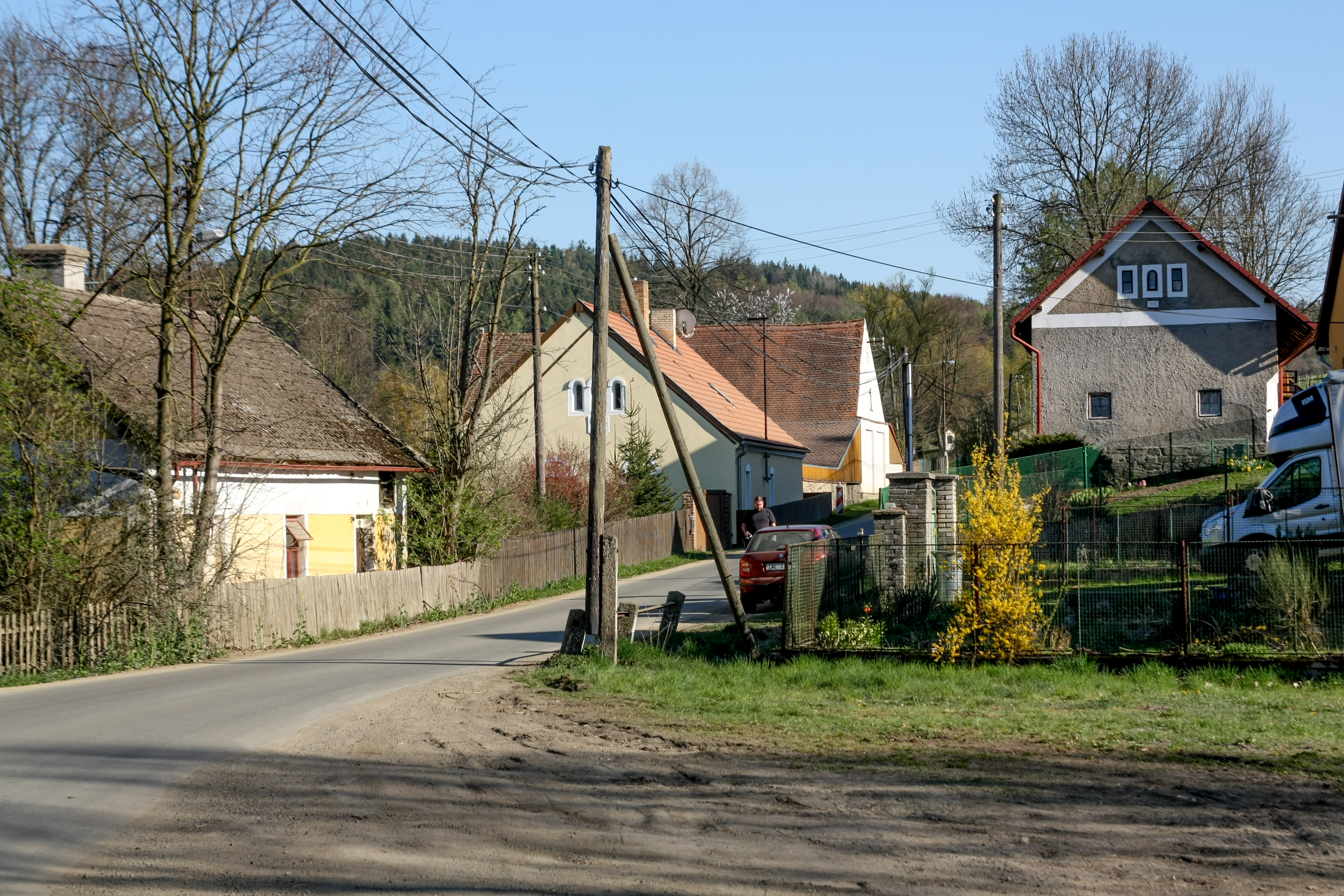
Pohled na domy (2019)